# Senna (mini-série)
Pour les articles homonymes, voir Senna.
Production
Diffusion
Senna est une mini-série télévisée brésilienne réalisée par Vicente Amorim et Julia Rezende. Il s'agit d'une fiction biographique sur la vie du pilote brésilien Ayrton Senna, depuis ses débuts en Formule Ford jusqu'au Grand Prix automobile de Saint-Marin 1994. Elle est diffusée sur Netflix dès le 29 novembre 2024.

## Synopsis
La mini-série raconte la vie d'Ayrton Senna, l'un des pilotes les plus mythiques de la Formule 1, sa carrière professionnelle sur les circuits, sa renommée mondiale, ses relations familiales et amoureuses, depuis son enfance, son parcours en karting et ses débuts en sport automobile en Formule Ford jusqu'à son accident mortel lors du Grand Prix de Saint-Marin 1994.

## Distribution
La famille
- Gabriel Leone (VF : Gauthier Battoue) : Ayrton Senna
  - Antônio Menqui : Ayrton Senna enfant
- Camila Márdila (VF : Alexia Papineschi) : Viviane Senna
- Marco Ricca (pt) (VF : Philippe Valmont) : Milton Guirado Theodoro da Silva, dit « Maurão »
- Nicolas Cruz : Leonardo Senna
- Susana Ribeiro (VF : Virginie Méry) : Neyde Joana Senna, dite « Zaza »
- Pedro Tirolli : Bruno Senna
- Sophie Vieira Silva Souza : Bianca Senna Lali, nièce d'Ayrton Senna (adolescente)

Les amis
- Alice Wegmann (VF : Jaynelia Coadou) : Lílian de Vasconcellos Souza
- Pâmela Tomé (pt) (VF : Victoria Grosbois) : Xuxa Meneghel
- Julia Foti : Adriane Galisteu
- Christian Malheiros : Maurinho

Les médias
- Kaya Scodelario (VF : Kelly Marot) : Laura Harrison
- Gabriel Louchard (pt) (VF : Emmanuel Rausenberger) : Galvão Bueno
- Leon Ockenden (VF : Benjamin Pascal) : James Hunt
- Joe Hurst (VF : Benjamin Bollen) : Keith Sutton

Le monde des courses
- Arnaud Viard (VF : lui-même) : Jean-Marie Balestre
- Rob Compton (VF : Stanislas Forlani) : Terry Fullerton
- Nahuel Monasterio (VF : Kévin Goffette) : Enrique Mansilla
- James Marlowe (VF : Emmanuel Lemire) : Ralph Firman Sr.
- Charlie Hamblett : Martin Brundle
- Daniel Crossley (VF : Alexis Victor) : Dick Bennetts
- Tom McKay (VF : Fabrice Lelyon) : Alex Hawkridge
- Richard Clothier (VF : Jean-Philippe Puymartin) : Peter Warr
- Matt Mella (VF : lui-même) : Alain Prost
- Johannes Heinrichs (VF : Adrien Larmande) : Niki Lauda
- Hugo Bonemer : Nelson Piquet
- Keisuke Hoashi (VF : Guillaume Bourboulon) : Osamu Gotō
- Patrick Kennedy (VF : Stéphane Ronchewski) : Ron Dennis
- Felix Mayr (VF : Nicolas Hardy) : Gerhard Berger
- Gastón Frías : Damon Hill
- Steven Mackintosh (VF : Pierre-François Pistorio) : Frank Williams
- Tom Mannion (VF : Charles Borg) : Sid Watkins
- Felipe Prioli : Riccardo Patrese
- João Maestri (VF : Kévin Goffette) : Rubens Barrichello
- Lucca Messer : Roland Ratzenberger

 Source et légende : version française (VF) sur RS Doublage

## Production
En septembre 2020, Netflix annonce le développement d'une mini-série sur Ayrton Senna avec l'aide de la famille du pilote. Sa sœur Viviane Senna Lalli déclare : « C'est très spécial de pouvoir annoncer que nous raconterons l'histoire que peu de gens connaissent de lui. La famille Senna s'engage à faire de ce projet quelque chose de totalement unique et sans précédent. Et personne de mieux que Netflix, qui a une portée mondiale, pour être notre partenaire. »
Vicente Amorim est annoncé à la réalisation en août 2022. Gabriel Leone est confirmé dans le rôle-titre en mars 2023. Kaya Scodelario rejoint la série en juillet 2023,.
Le tournage commence courant 2023,. Il a lieu au Brésil, notamment à São Paulo et Angra dos Reis, ainsi qu'en Argentine, en Uruguay et au Royaume-Uni.

## Épisodes
1. La Vocation (Calling)
2. La Détermination (Belonging)
3. L'Ambition (Ambition)
4. La Passion (Passion)
5. Le Héros (Hero)
6. Le Temps (Time)

## Critiques
La série a été critiquée sur les réseaux sociaux brésiliens pour avoir accordé à la dernière compagne de Senna, Adriane Galisteu, trois minutes de temps d'écran, quand la romance avec Xuxa a dominé le quatrième épisode. Galisteu a publié une déclaration sur les réseaux sociaux : « Ma relation avec lui a duré la dernière année et demie de sa vie et cette histoire m'appartient aussi. C'était aussi une histoire vécue intensément, pleine d'amour, pleine de plaisir. Un Ayrton complètement différent de ce que vous avez vu auparavant. »
Gergely Herpai, sur theGeek.site commente: « Avec ses six épisodes d'une heure, Senna démarre en trombe mais tombe de plus en plus dans le piège des clichés de l'histoire du sport au fur et à mesure qu’elle progresse. Pourtant, la série pourrait être un choix idéal pour une soirée de vacances en famille, avec les sons déchirants des moteurs de Formule 1 en arrière-plan pendant que tout le monde est occupé à autre chose. »

## Diffusion
Le 1er février 2024, Netflix dévoile un extrait de la série dans le cadre de sa rétrospective des séries et films de 2024. La première bande-annonce est dévoilée le 30 avril 2024,.